# Tunnel (série télévisée)
Pour les articles homonymes, voir Le Tunnel.
Tunnel (The Tunnel) est une série télévisée franco-britannique en 24 épisodes de 45 minutes diffusée entre le 16 octobre 2013 et le 14 décembre 2017 sur Sky Atlantic, et entre le 11 novembre 2013 et le 18 juin 2018 sur Canal+. En Belgique et au Luxembourg, la série a été diffusée sur BeTV.
La première saison est une adaptation de la série suédo-danoise Bron de Hans Rosenfeldt.

## Synopsis

### Saison 1
Un cadavre est retrouvé sur la ligne frontière entre la France et le Royaume-Uni, dans un tunnel de service du tunnel sous la Manche, qui relie Coquelles en France et Folkestone au Royaume-Uni. Alors que le corps semble être celui d'une députée française, les enquêteurs font la surprenante découverte qu'il s'agit en réalité de deux moitiés de cadavres mis bout à bout. La française Élise Wassermann et le britannique Karl Roebuck doivent enquêter ensemble sur cette affaire. Le crime est rapidement revendiqué par une personne surnommée le « Terroriste de la Vérité » qui explique vouloir attirer l'attention sur les problèmes sociaux auxquels font face les deux pays.

### Saison 2
Un an s'est écoulé depuis la collaboration entre Élise Wassermann et Karl Roebuck dans l'affaire du « Terroriste de la Vérité ». La française a été promue tandis que le britannique a pris du recul à la suite du décès de son fils aîné, Adam. Mais le duo se reforme lorsqu'un couple de scientifiques français est enlevé dans le tunnel sous la Manche sous les yeux de leur fille. Au même moment, un avion de ligne effectuant un vol Londres-Paris s'abîme dans la Manche dans des circonstances étranges. Leur enquête va rapidement avoir des ramifications multiples et internationales.

### Saison 3
Un bateau de pêche français utilisé pour la traite de migrants est retrouvé calciné dans un port anglais, Karl et Élise doivent donc à nouveau collaborer. L'enquête les ramènera dans l'histoire troublée de la guerre des Balkans des années 90, sur la piste de familles éclatées, de terroristes, tout un passé dont personne ne sortira indemne.

## Distribution

### Acteurs principaux
- Stephen Dillane (VF : Éric Legrand) : DCI Karl Roebuck, police de Folkestone puis de Northbourne
- Clémence Poésy (VF : elle-même) : Capitaine puis commandant Élise Wassermann, police de Calais

### Acteurs secondaires
- Angel Coulby (VF : Emmanuelle Rivière) : Laura Roebuck, femme puis ex-femme de Karl Roebuck
- Thibault de Montalembert (VF : lui-même) : Commandant puis commissaire divisionnaire Olivier Pujol, police de Calais puis section antiterroriste à la DGSI
- Cédric Vieira (VF : lui-même) : Lieutenant Philippe Viot, police de Calais
- Fanny Leurent (VF : elle-même) : Julie, police de Calais
- William Ash (en) (VF : Damien Ferrette) : DC Boleslaw « BB » Borowski, police de Northbourne (saison 2 et 3)
- Juliette Navis (VF : elle-même) : Lieutenant Louise Renard, police de Calais (saison 2 et 3)
- Thibault Evrard (VF : lui-même) : Gaël, sex-friend d'Élise Wassermann (saison 1 et 2)

#### Première saison
- Sigrid Bouaziz (VF : elle-même) : Cécile Cabrillac, police de Calais
- Jack Lowden (VF : François Bérard) : Adam Roebuck, fils de Karl Roebuck
- Tobi Bakare (VF : Namakan Koné) : Chucks Akinade, police de Folkestone
- Joseph Mawle (VF : Charles Borg) : Stephen Beaumont, responsable d'une association caritative
- Jeanne Balibar (VF : elle-même) : Charlotte Joubert, femme du financier Alain Joubert
- Mathieu Carrière (VF : Stéphane Cornicard) : le financier Alain Joubert
- Catalina Denis : Veronica Moreno, immigrée
- Tom Bateman (VF : Yann Guillemot) : Danny Hillier, journaliste dans un tabloïd
- Nigel Lindsay (en) (VF : Éric Aubrahn) : Jonno, directeur du tabloïd
- Thierry Fremont : Fabien Vincent
- Keeley Hawes (VF : Marion Valantine) : Suze Beaumont, sœur de Stephen Beaumont
- Ed Skrein : Anthony Walsh, proxénète, mari de Suze Beaumont
- Mia Goth (VF : Lucille Boudonnat) : Sophie Campbell, adolescente
- Paul Ready : Benji Robertson, schizophrène manipulé par le tueur
- Caroline Proust (VF : elle-même) : Anne-Marie Delgado, femme du policier Laurent Delgado
- Jean-Toussaint Bernard (VF : lui-même) : Mathieu, policier de Calais
- James Frain (VF : Marc Saez) : John Sumner / Kieran Ashton
- Anastasia Hille (VF : Zaïra Benbadis) : Andrea Kerrigan, responsable anti-terrorisme anglais
- Marc Barbé (VF : lui-même) : le Major Roget

#### Deuxième saison
- Laura de Boer (VF : Olivia Nicosia) : Eryka Klein
- Johan Heldenbergh (VF : François Raison) : Robert Fournier, scientifique français kidnappé et leader de Defence
- Stanley Townsend (en) (VF : François Siener) : CS Mike Bowden, supérieur de Karl Roebuck
- Tanya Cubric : Olena Bakhla, immigrée géorgienne
- Hannah John-Kamen (VF : Célia Rosich) : Rosa Persaud, fille de Sonny Persaud et terroriste membre de Defence
- Clarke Peters (VF : Paul Borne) : Sonny Persaud, célèbre intellectuel
- Nicolas Wanczycki (VF : lui-même) : Thibaut Briand, terroriste membre de Defence
- Jayne Secker : Présentatrice JT
- Edyta Budnik (VF : Julia Boutteville) : Vladka Horvath
- Emilia Fox (VF : Sylvia Bergé) : Vanessa Hamilton, directrice d'une agence de mariages et trafiquante de faux papiers
- Duran Fulton Brown : Max Borin
- Paul Schneider (VF : Miglen Mirtchev) : Koba / Artem Baturin
- Con O'Neill : Neil Gray, agent du MI6
- Jan Bijvoet : Le chimiste / Edgar Branco

#### Troisième saison
- Angelikí Papoúlia (VF : Antonia Malinova) : Lana Khasanović
- William Gaminara (VF : Nicolas Marié) : Wesley Pollinger
- Angela Wynter (en) : Celeste
- India Amarteifio (VF : Anne-Clotilde Rampon) : Maya Roebuck, fille de Karl Roebuck
- Felicity Montagu (en) (VF : Julie Brochen) : CS Winnie Miles, supérieure de Karl Roebuck
- Valentin Merlet (VF : lui-même) : Commandant Astor Chaput, police de Calais
- Wim Willaert (VF : lui-même) : Jacques Moreau
- Max Baissette de Malglaive (VF : lui-même) : Charlie Moreau
- Stéphan Wojtowicz (VF : lui-même) : Josef Chaput, ancien policier chargé de l'affaire Moreau
- Michel Bompoil (VF : lui-même) : Jean-Marc Sergent
- Bastien Ughetto (VF : lui-même) : François Sergent / Šaban Khasanović
- Myriam Bella (VF : elle-même) : Selma
- Liliane Rovère (VF : elle-même) : Edith Dutheil
- Tony Jayawardena (en) (VF : Simon Volodine) : Lawrence Taylor
- Christine Bottomley (en) (VF : Pauline Moingeon-Vallès) : Helena Carver
- Nicholas Burns (en) : Richard Carver
- Brian Vernel (VF : Joseph Fourez) : Anton Stokes
- Sharon Rooney (VF : Pauline Ziadé) : Kiki Stokes
- Tom Hanson : Blake Jenkins

## Production

### Développement

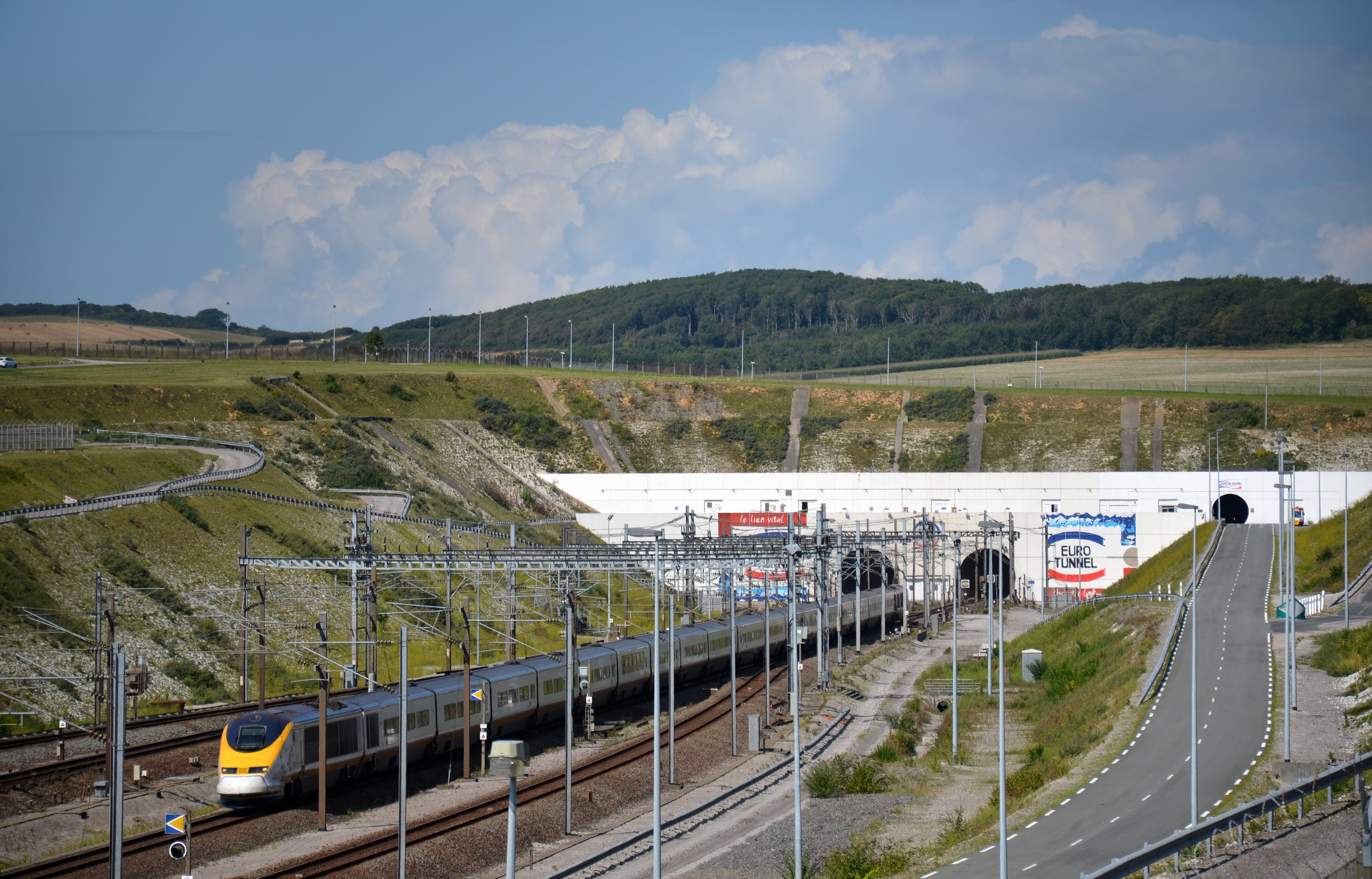
Entrée du tunnel sous la Manche à Peuplingues, près de Coquelles, côté Français.

Port de Folkestone.

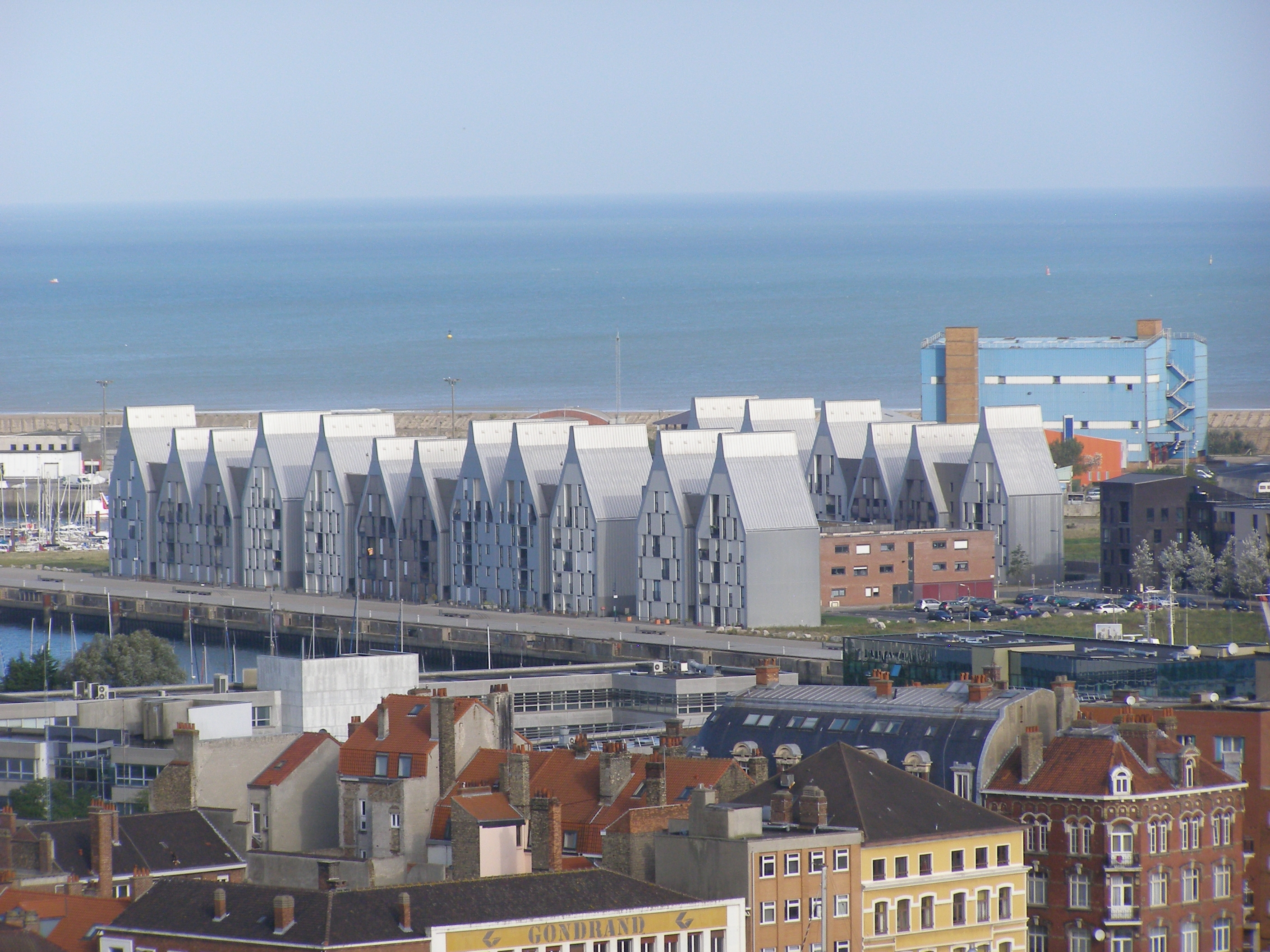
Résidence Grand Large à Dunkerque.

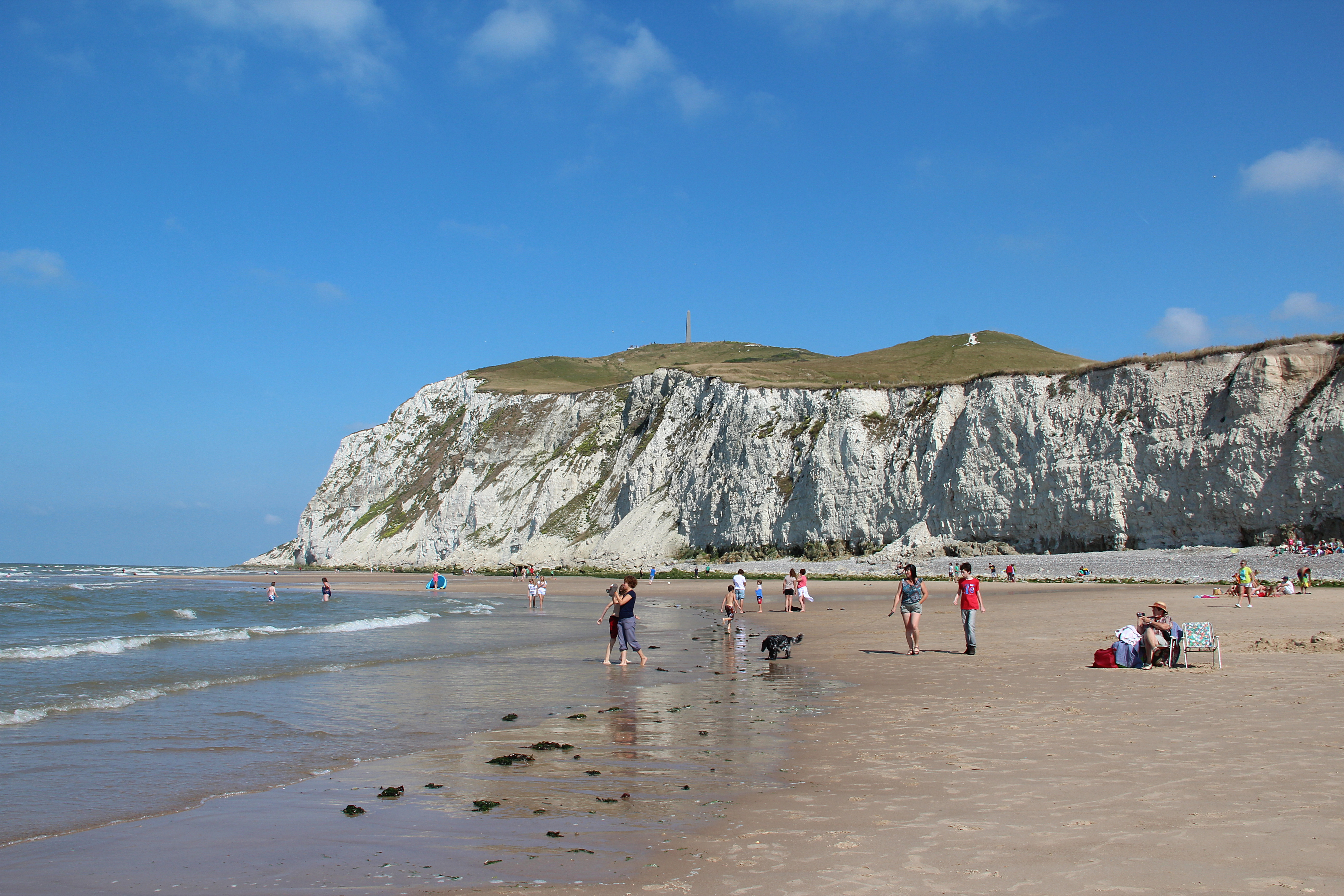
Cap Blanc-Nez.

En janvier 2013, la chaîne française Canal+ et la chaîne britannique Sky Atlantic annoncent la mise en production d'une nouvelle série franco-britannique intitulée Tunnel. C'est une nouvelle adaptation de la série suédo-danoise Bron de Hans Rosenfeldt, après l'adaptation américaine, The Bridge, menée par FX. Pour Elaine Pyke, directeur de Sky Atlantic, il s'agit de faire de la chaîne le nouveau lieu des bonnes séries britanniques. La série compte dix épisodes et elle est co-produite par les deux chaînes et les sociétés Kudos (en), Filmlance International AB et Shine France Films. Elle dispose d'un budget de 20 millions d'euros, soit 2 millions par épisode, financé à 45 % par la France et à 55 % par l'Angleterre.
L'écriture de la série débute en août 2012 avec une équipe de scénaristes français et anglais supervisée par le britannique Ben Richards, scénariste sur la série MI-5. Le français Dominik Moll, réalisateur d'Harry, un ami qui vous veut du bien, est à la tête d'une équipe de cinq réalisateurs de nationalités différentes. Le fait d'avoir une équipe à moitié française et à moitié anglaise rend la production difficile au niveau de la communication. Le script doit être en permanence traduit d'une langue à l'autre,. La série elle-même est bilingue, comportant des dialogues en français et en anglais, ce qui selon les producteurs constitue une première dans l'histoire de la télévision française et britannique.

« Nous avons adapté la série à l'expérience franco-britannique. Nous sommes voisins et avons tellement en commun, et pourtant nous avons des avis radicalement différent sur de nombreux sujets. C'était une formidable opportunité à explorer. »

— Jane Featherstone, Kudos.
La musique est composée par Adrian Johnston, qui crée également avec Dominik Moll la chanson du générique, The End of Time, chantée par Charlotte Gainsbourg,.
La série est renouvelée pour une seconde saison avec toujours Ben Richards à la tête de l'équipe de scénaristes. Le britannique Mike Barker, réalisateur sur Broadchurch, supervise la réalisation et Julian Stevens est le nouveau producteur. Alors que la première saison voyait son scénario calqué sur celui de la série d'origine, la deuxième saison s'en écarte avec un scénario complètement original. Le scénariste Ben Richards décide de mettre en scène le crash d'un avion dans la Manche et de parler de terrorisme. Il reprend ainsi le travail qu'il avait effectué quelques années plus tôt pour une série qui n'avait pas abouti, inspirée de l'attentat du vol 103 Pan Am en 1988 en Écosse. Lors de la production, la réalité dépasse la fiction et sans le vouloir la série se fait l'écho du crash du vol 9525 de la Germanwings dans les Alpes du Sud françaises, des attentats de janvier 2015 en France et de ceux du 13 novembre 2015,.

### Attribution des rôles
En février 2013, la production dévoile le casting de la série qui se voit portée par un duo franco-britannique. Clémence Poésy incarne Élise Wassermann, de la police criminelle de Calais, et Stephen Dillane joue son homologue de Folkestone. La série compte également plusieurs rôles secondaires joués entre autres par les acteurs Jeanne Balibar, Thibault de Montalembert, Mathieu Carrière, Sigrid Bouaziz, Angel Coulby et Joseph Mawle,. Lors des scènes dans le tunnel sous la Manche, les figurants sont de véritables employés du concessionnaire Eurotunnel.
Outre les deux acteurs principaux, la deuxième saison voit le retour de Thibault de Montalembert et d'Angel Coulby. L'Irlandais Stanley Townsend (en), le Belge Johan Heldenbergh et l'Américain Clarke Peters intègrent le casting. Le 25 mars 2015, un casting est organisé au pôle emploi de Lille. Plusieurs centaines de candidats se présentent pour devenir l'un des quarante petits rôles recherchés.

### Tournage
La préparation du tournage débute en novembre 2012. La série est tournée de février à août 2013, entre le Sud de l'Angleterre et le Nord de la France. En Angleterre, le tournage prend place dans cinq districts du comté du Kent : Canterbury, Dover, Folkestone and Hythe, Swale et Thanet. Il passe par les villes de Folkestone, Douvres et Margate, et utilise comme décors des lieux tels que le Discovery Park à Sandwich, les Connaught Barracks (en) à Dover, le port de Folkestone, le musée Turner Contemporary à Margate ou le centre commercial Westwood Cross (en). De plus, certaines routes sont fermées à la circulation par le Kent Film Office pour les besoins du tournage. Un ancien entrepôt de la société pharmaceutique Pfizer situé à Sandwich sert de studios pour le commissariat de Calais et l'appartement d'Élise. En France, le tournage a lieu sur la Côte d'Opale, de Boulogne-sur-Mer à Dunkerque en passant par Calais. Il s'installe dans des lieux tels que le cap Blanc-Nez, l'aéroport de Calais - Dunkerque, le musée-mémoire de Calais, la gare de Calais - Fréthun, l'hôtel Westminster au Touquet, le château de la marine à Wimille ou la résidence du Grand Large à Dunkerque.
Certaines scènes sont tournées dans le tunnel sous la Manche, ce qui constitue une première pour une œuvre télévisuelle. L'autorisation de tournage est délivrée par le concessionnaire Eurotunnel après des mois de négociation. Selon Dominik Moll, « la seule chose qu'ils ne voulaient pas était de voir un train de passager en danger ou un feu ». Pendant huit jours, le tournage se déroule dans le tunnel de service réservé au personnel de maintenance. Les équipes ne sont installées qu'à 4 km de l'entrée, côté anglais, et non sur la ligne de démarcation au milieu du tunnel. Cela est plus simple d'un point de vue logistique et de toute façon le tunnel « se ressemble tout du long ».
Le tournage de la deuxième saison débute le 3 mars 2015 et s'installe de nouveau dans le comté du Kent.

### Fiche technique
- Titre anglais : The Tunnel
- Titre français : Tunnel
- Création : Adaptée de Bron de Hans Rosenfeldt
- Réalisation : Dominik Moll (1.01-02), Udayan Prasad (en) (1.03-04), Hettie MacDonald (en) (1.05-06), Philip Martin (1.07), Thomas Vincent (1.08-10)
- Scénario : Ben Richards (1.01-03, 08), Olivier Kohn (1.03), Chris Lang (1.04, 09-10), Yann Le Niver (1.05), George Kay (1.06), Emma Frost (1.07)
- Direction artistique : Andrew Rothschild (saison 1)
- Décors : Max Gottlieb
- Costumes : Amy Roberts (saison 1), Emma Fryer (saison 2)
- Photographie : Philipp Blaubach, Lukasz Gutt, Jean-François Hensgens, Wojciech Szepel (saison 1), Sam Care, John Conroy, Benjamin Kracun, Christophe Nuyens (saison 2)
- Montage : David Blackmore, Lois Bygrave, Úna Ní Dhonghaíle, Adam Green, Tom Hemmings, Gareth C. Scales (saison 1), Helen Chapman, Crispin Green, Stephen O'Connell (saison 2)
- Musique : Adrian Johnston (saison 1), Ben Bartlett (saison 2)
- Casting : Okinawa Valérie Guerard
- Production : Ruth Kenley-Letts (saison 1), Julian Stevens (saison 2)
- Production déléguée : Manda Levin, Nora Melhli, Ben Richards, Karen Wilson, Jane Featherstone, Anne Mensah
- Sociétés de production : Canal+, Sky Atlantic, Kudos (en), Filmlance International AB, Shine France Films
- Sociétés de distribution (télévision) :
- Pays d'origine :  Royaume-Uni
- Langue originale : Anglais, français
- Format : couleur - 16:9 - HD
- Genre : Policier, drame
- Durée : 45 minutes

## Épisodes

### Première saison (2013)
La saison est diffusée du 16 octobre au 18 décembre 2013 au Royaume-Uni sur Sky Atlantic, et du 11 novembre au 9 décembre 2013 en France sur Canal+.
1. Épisode 1
2. Épisode 2
3. Épisode 3
4. Épisode 4
5. Épisode 5
6. Épisode 6
7. Épisode 7
8. Épisode 8
9. Épisode 9
10. Épisode 10

### Deuxième saison (2016)
La saison est diffusée du 7 au 28 mars 2016 en France sur Canal+, et du 5 avril au 24 mai 2016 au Royaume-Uni sur Sky Atlantic.
1. Épisode 1
2. Épisode 2
3. Épisode 3
4. Épisode 4
5. Épisode 5
6. Épisode 6
7. Épisode 7
8. Épisode 8

### Troisième saison (2017-18)
Au Royaume-Uni, tous les épisodes ont été diffusés le 14 décembre 2017 sur Sky Atlantic, et en France depuis le 4 juin 2018 sur Canal+.
1. Épisode 1
2. Épisode 2
3. Épisode 3
4. Épisode 4
5. Épisode 5
6. Épisode 6

## Univers de la série

### Personnages

#### Élise Wassermann
- Interprétée par Clémence Poésy

Élise Wassermann est une policière française trentenaire, capitaine puis commandant à la PJ de Calais. Elle fut amenée à collaborer, une première fois, avec l'inspecteur Karl Roebuck dans l'affaire du « Terroriste de la Vérité », qui débuta par la découverte de deux morceaux de cadavres dans un tunnel de service du Tunnel sous la Manche, le buste d'une députée française et les jambes d'une prostituée galloise. Ayant un caractère bien à elle, elle énerve fréquemment Karl, mais ils se supportent tout de même. Elle est célibataire. Après la fin de l'enquête sur le « Terroriste de la Vérité » et à la suite de l'enlèvement du couple Fournier et d'un mystérieux crash aérien dans la Manche, elle devra à nouveau collaborer avec Karl afin de résoudre cette nouvelle affaire.
Guidée par son esprit cartésien, elle finira dans le dernier épisode de la saison 3 par se donner la mort afin de sauver celles de plusieurs autres personnes.

#### Karl Roebuck
- Interprété par Stephen Dillane

Karl Roebuck est un policier britannique quinquagénaire, inspecteur principal de la police de Folkestone puis de Northbourne. Il fut amené à collaborer, une première fois, avec le capitaine Élise Wassermann dans l'affaire du « Terroriste de la Vérité », qui commença par la découverte de deux morceaux de cadavres dans un tunnel de service du Tunnel sous la Manche. Il est marié puis divorcé de Laura Roebuck et a 5 enfants : dont un fils décédé, Adam, et une fille, Maya. Il a un tempérament surprotecteur, qui était souvent reproché par son défunt fils. Après que le tueur s'en soit pris à Adam, Karl, fou de colère, se rendra, grâce des coordonnées GPS envoyées par SMS, sur une ancienne installation du projet « Peloton » où il se retrouvera face à face avec le tueur (qui n'est autre que son ancien collègue, Kieran), qui lui avouera avoir tué Adam. Karl, abattu et fou de rage, tentera de le tuer malgré la présence des hommes de la brigade anti-terroriste. Il sera arrêté dans sa course par Élise, qui tentera de le calmer et qui réussira finalement à l'empêcher de commettre l’irréparable. Mais Kieran, qui ne voulait pas aller en prison, tenta de se saisir du révolver de Karl et prit une balle dans l'œil. Quelques mois après, Karl, toujours bouleversé par la mort de son fils, devra à nouveau collaborer avec Élise, à la suite d'un double-enlèvement dans le Tunnel et d'un étrange crash aérien dans la Manche.

#### Kieran Ashton
- Interprété par James Frain

Kieran Ashton est un ancien policier britannique quadragénaire et ex-membre du projet « Peloton », il a été déchargé d'une enquête sur un trafic d'êtres humains pour des raisons politiques. Il est le « Terroriste de la Vérité ». Il a fait ça car il se sentait trahi par le monde qui l'entourait. Il a perdu sa femme et son fils dans un accident de voiture. Il est devenu fou de rage, et il a mis en scène l'horrible campagne du « Tueur de la Vérité ». Grâce à des coordonnées géographiques qu'il envoie à Karl par SMS, il l'attire sur une installation de l'usine travaillant jadis sur le projet « Peloton », et il le défie en lui ordonnant de le tuer avec le pistolet automatique (Astra M900) que Karl à préalablement emprunté à son père avant de se rendre à l'installation, mais les hommes de la brigade anti-terrorisme envoyés par Andrea Kerrigan, la supérieure hiérarchique de Karl, sont déjà là et pointent leurs snipers sur Karl et Kieran : malgré quoi, Élise les rejoint et tente de calmer Karl en lui faisant croire que son fils est en vie mais Karl comprend qu'elle ment et veut donc tout de même tuer Kieran. Celui-ci met le pistolet sur sa tempe mais Karl hésite à tirer à cause des hommes de Kerrigan qui observent la scène et au dernier moment, Élise tente d'arracher l'arme des mains de Karl mais un coup part et Kieran prend la balle dans l’œil. C'est la fin de l'enquête sur le « Terroriste de la Vérité ».

#### Koba / Artem Baturin
- Interprété par Paul Schneider

Artem Baturin, alias Koba, est un avocat géorgien trentenaire, fils de l'ancien mafieux Gregor Baturin. En réalité, il a repris le flambeau de son père à la tête du clan Baturin, et tente par tous les moyens de le faire sortir de prison ; en effet, celui-ci a été arrêté cinq ans plus tôt et, même si ses activités menées à la Colonie Dignidad n'ont pu être prouvées, le trafic d'armes qu'il contrôlait en Europe a pu être démantelé. Artem est le cerveau des opérations, le commanditaire du crash aérien et des attentats commis par Defence, tout cela dans le but de faire sortir son père de prison. Robert Fournier, le leader de Defence, travaille sous ses ordres et sera tué par celui-ci, après que Fournier l'ai trahi et ait tenté de s'échapper. Edgar Branco, le scientifique brésilien qui a travaillé à Colonia Dignidad, est également lié au clan Baturin et c'est pourquoi le MI6 a décidé de s'allier à Baturin : en effet, Branco est depuis longtemps recherché par de nombreux pays. Baturin s'alliera également avec Eryka Klein, une espionne russe, car les Russes et lui-même ont un ennemi en commun : Paul Bresson, défenseur des droits de l'homme et ennemi politique de la Russie. Ainsi, en échange d'une aide pour faire sortir Baturin père de prison, Baturin fils, par l'intermédiaire de Fournier et de Defence et avec l'aide d'Eryka, se débarrasse de Bresson en faisant s'écraser son avion dans la Manche. Mais, tout sera compromis par la mort de Gregor Baturin, alors en résidence surveillée en Géorgie. Baturin tentera de fuir, de peur d'être capturé, car Branco est également mort, tué par l'agent Gray lors d'un raid du MI6. Il finira finalement par être retrouvé et arrêté par le MI6, aidé d'Eryka, de Karl et d'Élise.

## Accueil

### Audiences
Au Royaume-Uni, les épisodes sont diffusés le mercredi à 21 h sur Sky Atlantic. Le premier épisode est suivi par 362 000 téléspectateurs, un très bon score pour la chaîne. Avec le replay, l'audience monte à 803 000 téléspectateurs. La série est regardée en moyenne par 520 300 téléspectateurs en incluant la télévision de rattrapage.
En France, les épisodes sont diffusés le lundi à 20 h 55 sur Canal+ par salve de deux épisodes. Les deux premiers attirent 1,3 million de téléspectateurs, soit 22.4 % du public. Il s'agit du troisième meilleur démarrage de la chaîne pour une création originale, derrière Borgia (1,6 million) et Les Revenants (1,4 million). La série est suivie en moyenne par 1,04 million de téléspectateurs.

### Distinctions

#### Récompenses
- International Emmy Awards 2014 : Meilleur acteur pour Stephen Dillane
- Globes de cristal 2014 : Meilleur téléfilm ou série télévisée
- RTS Craft & Design Awards 2014 : Meilleure musique pour Adrian Johnston

#### Nominations
- International Emmy Awards 2014 : Meilleure série dramatique
- Royal Television Society Awards 2014 : Meilleur acteur pour Stephen Dillane